# Pobeg (roman)
Pobeg je prvi roman iz zbirke zgodovinsko-pustolovskih romanov Ognjeno pleme slovenskega pisatelja in odvetnika Igorja Karlovška. V zbirki so izšle še V ujetništvu (2019),  Zmage in porazi (2020) in Velika bitka (2021).
Knjige iz zbirke mladinske pustolovščine so postavljene v čas in prostor preseljevanja narodov in Slovanov konec 6. stoletja. 

## Vsebina
Igor Karlovšek v prvem delu iz zbirke mladinskih pustolovščin postavi v središče dogajanja pet otrok poveljnika slovanske vojske, ki so, medtem ko oče širi slovansko ozemlje proti zahodu, prepuščeni naklepom njegovih nasprotnikov. Pisatelj nas popelje na pustolovsko potovanje v zgodovino, v čas preseljevanja Slovanov. Glavna junakinja Ajda je hči Slovana Ognjena in matere Asterid, princese tavriškega rodu. Ker mati ob porodu umre, Ognjen najde Ajdi krušno mamo Rožo, s katero ima hčerko Milo in še trojčke Vlada, Vuka in Plamena. Vendar tudi ona ob porodu trojčkov umre. Za otroke skrbi babica Rada, mati Rože, ki je tudi zdravilka. Ko se oče Ognjen, velik bojevnik in vojskovodja, upre starešinam, se za otroke začne težko obdobje, saj želijo Slovani ustaviti njegovo naraščajočo moč z ugrabitvijo otrok. Neposlušnega vojskovodjo želijo izsiljevati z njegovimi otroki. Ko hčerki Ajda in Mila za las uideta smrti v breznu, se pet otrok in babica, njihova glavna opora po smrti matere ob rojstvu trojčkov, odpravijo na pot. Zatočišče morajo poiskati v divji naravi, ubežati sledilcem, preživeti zimo in se prebiti do bratstev ob Dnepru, kjer računajo na vsaj začasno pomoč. 

## Osebe
V romanu nastopa pet otrok, Ajda, Mila ter trojčki Vlad, Vuk, Plamen. Vsak od otrok ima določene sposobnosti, zaradi katerih je drugačen in hkrati nepogrešljiv člen družine in zgodbe. Hkrati pa jih povezuje globoka in neizmerna ljubezen, ki jo gojijo drug do drugega. 
- Ajda
- Ognjen je voditelj slovanske vojske, Ajdin, Milin, Vladov, Vukov in Plamenov oče.
- Astrid je pogumna in neustrašna princesa tavriškega rodu.
- Lasoto je poveljnik vojske, Ognjenov nasprotnik.
- Mila ima poseben dar: govori lahko z živalmi
- trojčki Vlad, Vuk, Plamen
- babica Rada
- krušna mati Roža

## Odnos do narave
V romanu je narava zaščitnica otrok. Pomaga jim, da dosežejo zastavljeni cilj. Odnos do narave je pogosto na meji z magičnim.

## Jezik
Bogastvo literarnega jezika se kaže v avtorjevem izboru besedišča. K doživetosti prebranega prispevajo stilna sredstva: primere, poosebitve, stopnjevanja, nasprotja.

## Slovani
Roman je postavljen v čas in prostor preseljevanja narodov konec 6. stoletja in širitev slovanskega ozemlja na zahod. Natančno je opisan način življenja Slovanov, njihova družbena ureditev. Pisatelju ne uidejo niti njihove lastnosti: so pogumni, neustrašni, hrabri. Čas dogajanja je postavljen med pomladno in jesensko enakonočje. Junake na poti spremljajo bogovi: Mokoš, Rod, Vesna, Perun, Veles, Svarog, Morana. Otroke odrasli strašijo z jago babo in pasjeglavom. Slovanska bratstva iz romana so prepričana, da so za bolezni odgovorni zli duhovi (str. 116).

## Nagrade
- zlata hruška
- 2020: nominacija za večernico, nagrado Večera za najboljšo otroško in mladinsko literaturo.